# Załogi-Cibory
Załogi-Cibory – kolonia w Polsce, w województwie mazowieckim, w powiecie przasnyskim, w gminie Czernice Borowe.
W skład sołectwa Załogi wchodzą: Załogi-Jędrzejki, Nałęcze, Toki i Załogi-Cibory.
Do 31 grudnia 2023 miejscowość była przysiółkiem wsi Załogi-Jędrzejki